# Библо
Библо́ — село в Україні, у Самбірському районі Львівської області. Населення становить 362 осіб. Орган місцевого самоврядування — Добромильська міська рада.
Розташоване на річці Чижці, за 43 км на північний захід від районного центру.
Село починається присілком (хутором) Твержа, який має історичне походження від оборонної фортеці, заснованої в ΧΙV ст. Крім Твержі, колись до Библа належали тепер неіснуючі хутори Ціщини, Рудки і Кусики.

## Назва
Народні перекази свідчать, що назва пов'язана з переписуванням церковних книг — Біблії. Село тісно пов'язане із давньоруським боярським родом Бибельських, які часто фігурують у документах періоду польського завоювання. Поступово рід латинізувався і вимер, ймовірно, збереглись лише його окремі гілки, зв'язок яких із Бибальськими, однак, дискусійний.

## Герб
У ΧΙΧ столітті на гербі села було зображено граблі та косу, що перетинаються, посередині — рогач, вістрями вниз. В місці їх перетину розміщений серп. Така символіка вказує на сільськогосподарський напрям життя селян.

## Історія
В історичних джерелах село Бибель згадується з 1361 р. В написанні під назвою Библо згадується, зокрема, в 1785—1788 рр.
За княжих часів село розташовувалось там, де тепер є Нове Місто. У 1241—1242 рр. під час нападів татар село було знищене. Вціліле населення переселилось на 3 км нижче, і нове поселення назвали теж Библо.
У грамоті датованій 1361 роком король Казимир III підтверджує своєму «слузі» боярину Ходку Бибельському право на володіння селом Библом. Пани Бибельські були власниками сіл Библо та Комаровичі в ΧΙV ст.
Більшість земель села належала родині Прокоповичів. У ΧVΙ столітті територія села належала землевласнику Станіславу Бажі. Після скасування панщини в Австрійській імперії 150 моргів поміщицької землі перейшло до нового пана — Тарнавського. За часів володіння Тарнавських (батька Юзефа, а після його смерті — сина Єжи) був збудований двоповерховий палац з багатим оздобленням та розбитий парк із рідкісними деревами. Зруйнований палац і деякі дерева ще збереглись дотепер. Коли господарство почало занепадати, Є. Тарнавський продав частину земель заможним селянам, а решту — новому пану — Вільку. Вількова родина господарювала на цих землях до 1939 р., а пізніше виїхала.
У 1922 р. в селі засновано читальню товариства «Просвіта». У 1936—1938 рр. збудований Народний дім товариства «Просвіта». В той час організований дитячий садок.
У 1928 р. в селі проживало 707 осіб, серед який було 155 римо-католиків та 15 євреїв.
30 червня 1939 р. село зайняла Червона Армія, був організований тимчасовий уряд місцевої влади. Під час другої світової війни багато селян виїхало на роботи в Німеччину.
Здійснювався національно-визвольний рух. У 1939 р. в село з Перемишля від проводу ОУН був присланий Хробак для підготовки юнаків до військової справи. Одразу організувалось 14 чоловік. З часом кількість зросла до 50 юнаків. Тренування проходили на горі Валок. У неділю вони збирались на пасовищі села на т. зв. «паради» у формі січових стрільців. Ці хлопці не йшли в УПА, а працювали підпільно.
Після війни, 1948 року створений колгосп імені Молотова.

## Пам'ятки архітектури
Найдавніші відомості про церкву відносяться до 1507 року. Є згадки й про монастир. Теперішня церква Воздвиження Чесного Хреста збудована 1825 року. З 1957 до 1989 р. — церква закрита. Станом на 2021 р. церква належить до ПЦУ.
У 2020 р. поруч з історичною церковною спорудою побудовано та освячено церкву Воздвиження Чесного Хреста, вказана церква надежить до УКГЦ. 

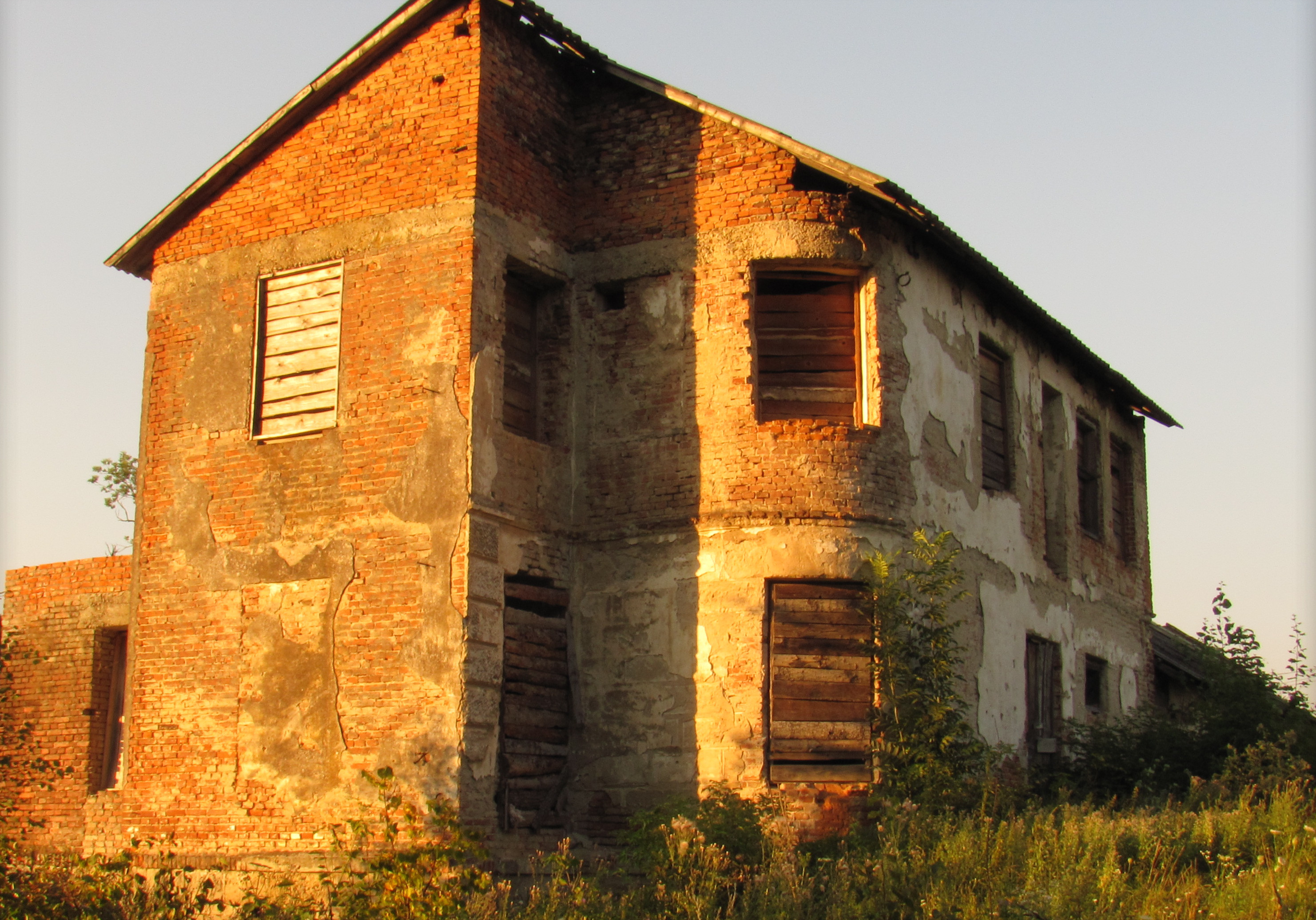
палац пана Тарнавського, с. Библо
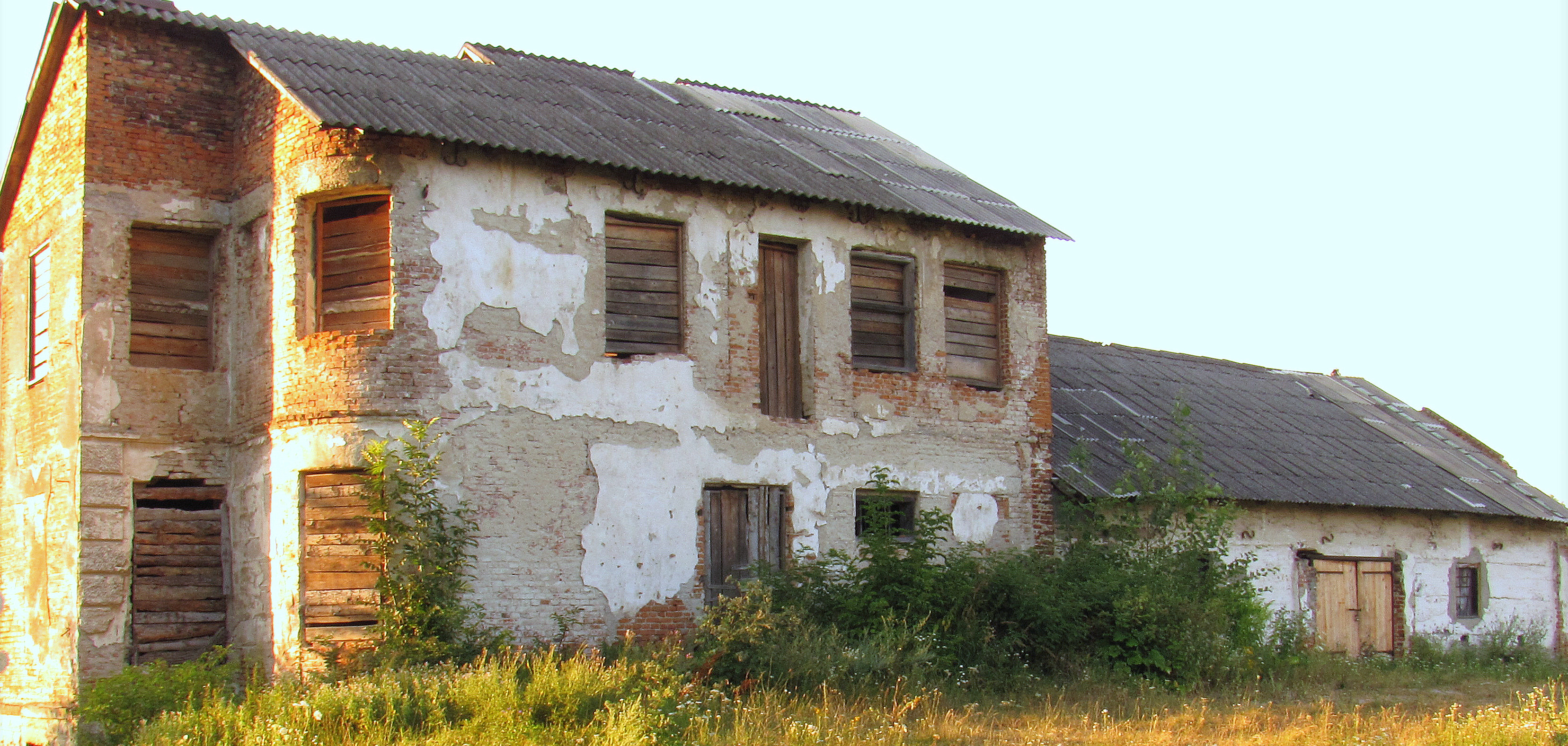
палац пана Тарнавського, с. Библо
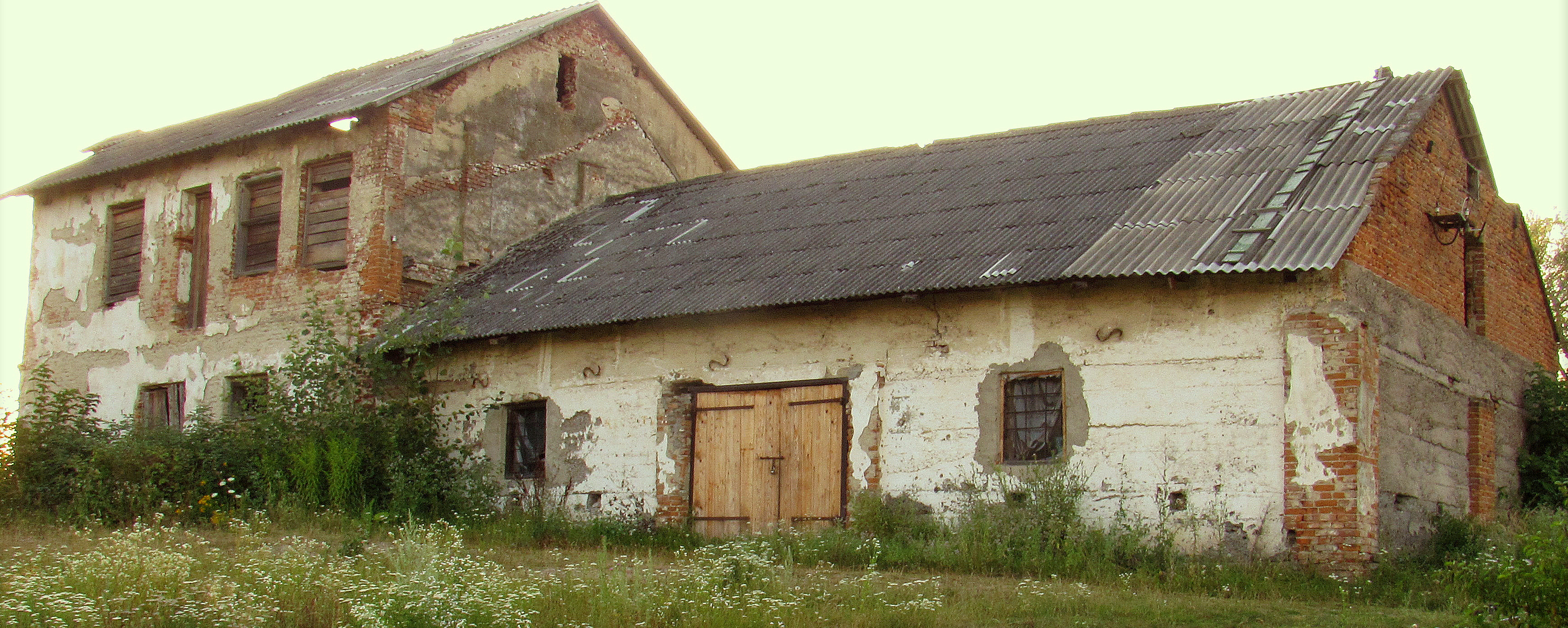
палац пана Тарнавського, с. Библо
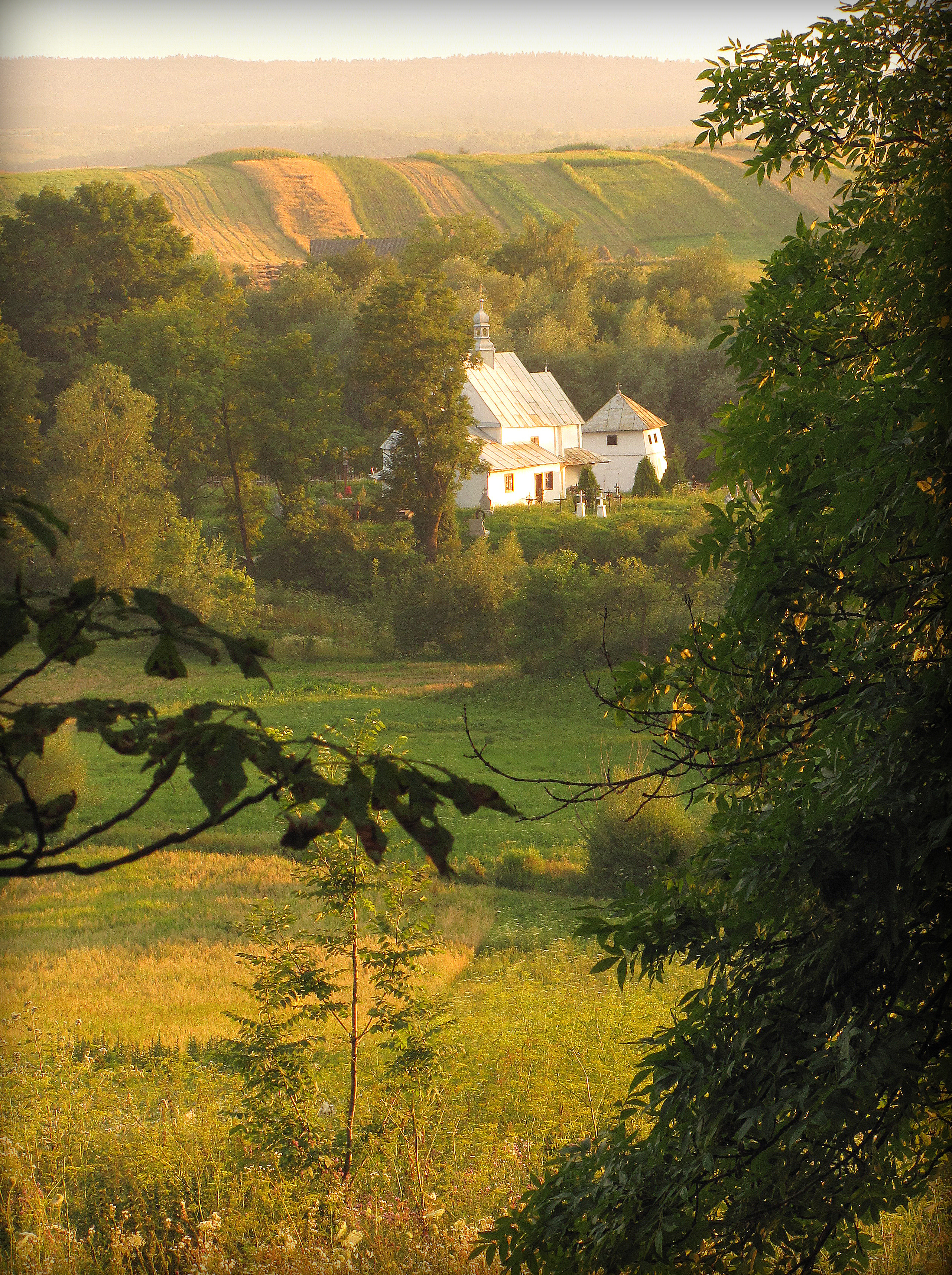
церква Воздвиження Чесного Хреста, 1825 р., ПЦУ, с. Библо
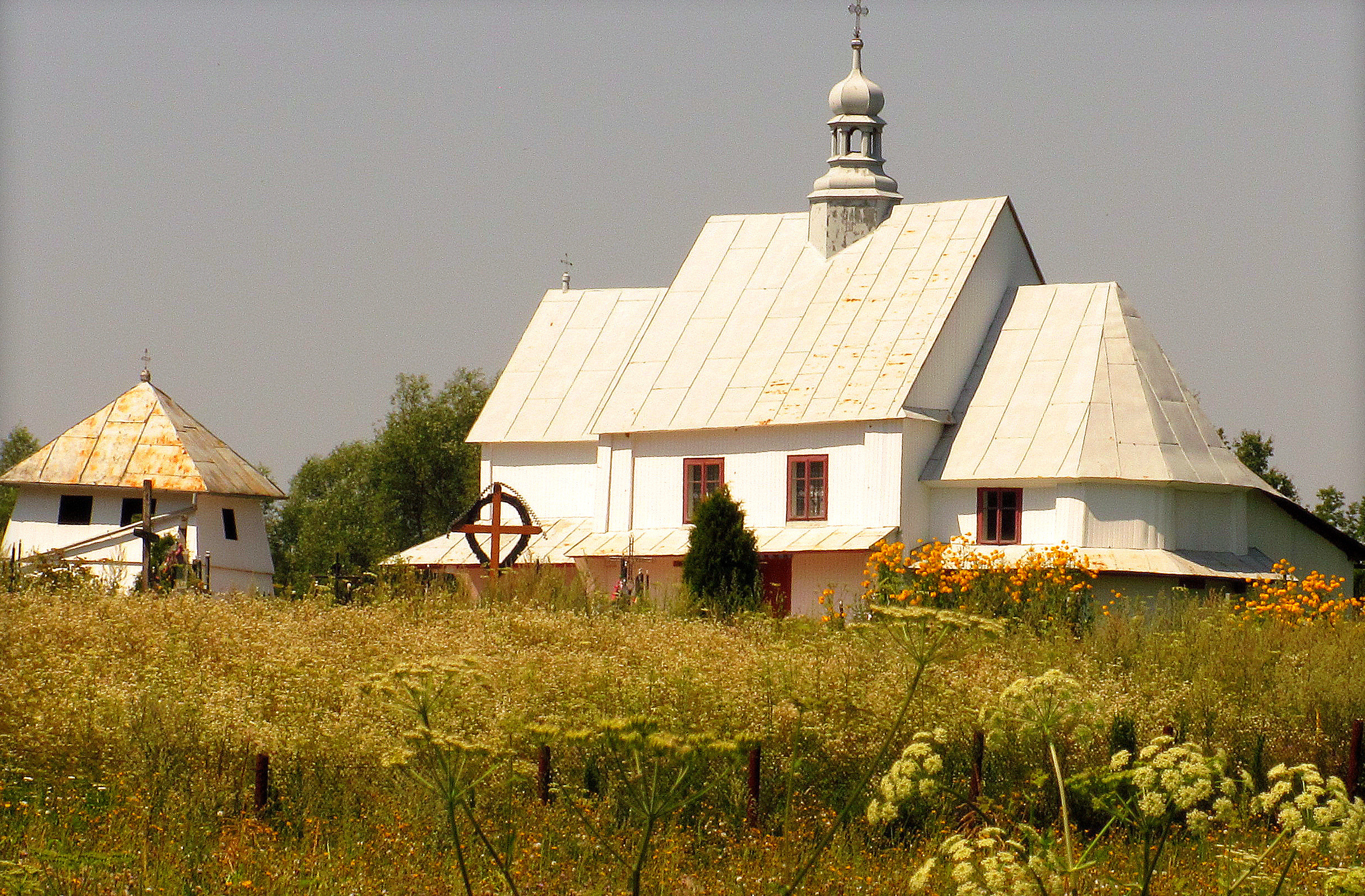
церква Воздвиження Чесного Хреста, 1825 р., ПЦУ, с. Библо
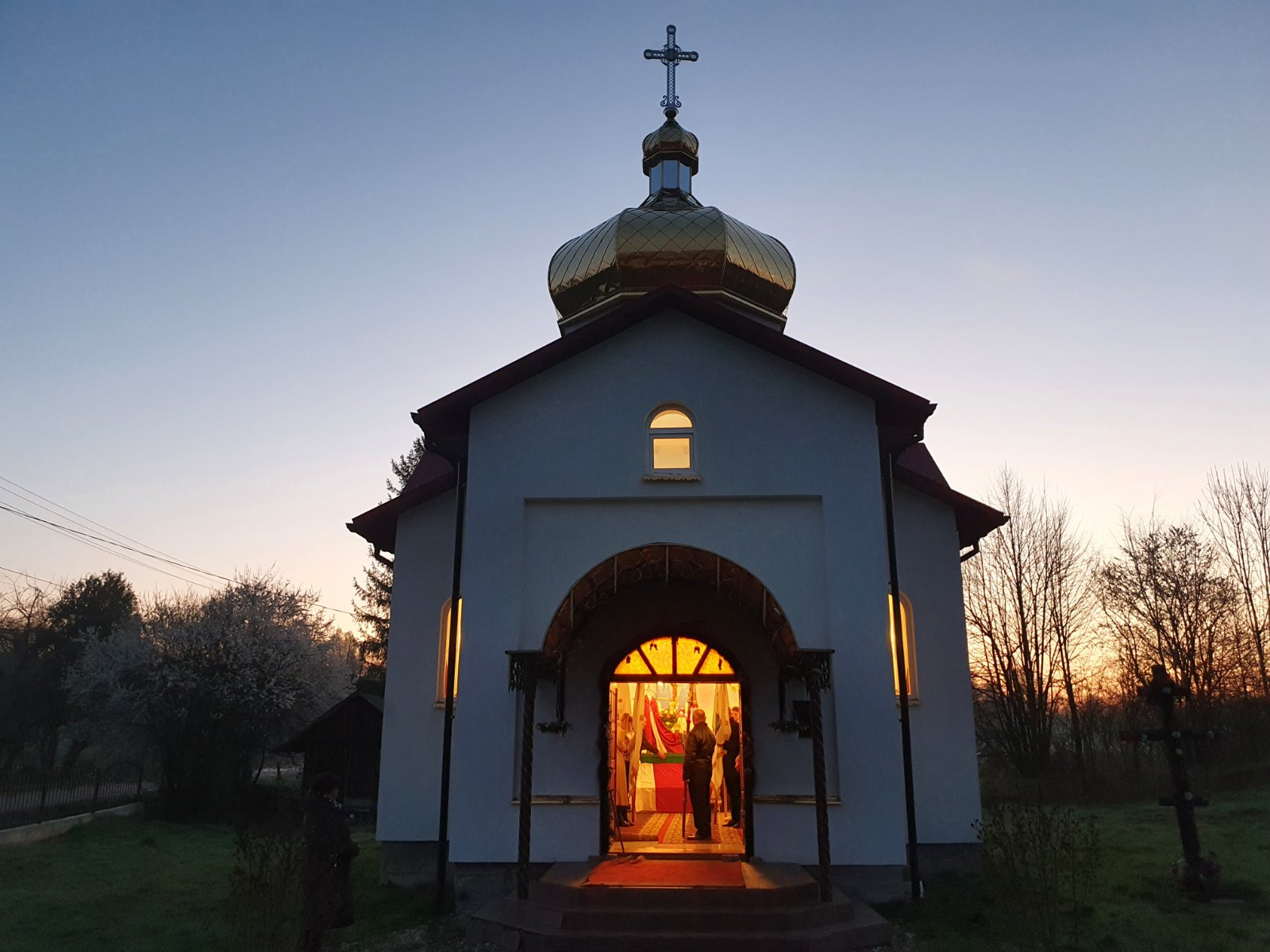
Церква Воздвиження Чесного Хреста УГКЦ, 2020 р., с. Библо
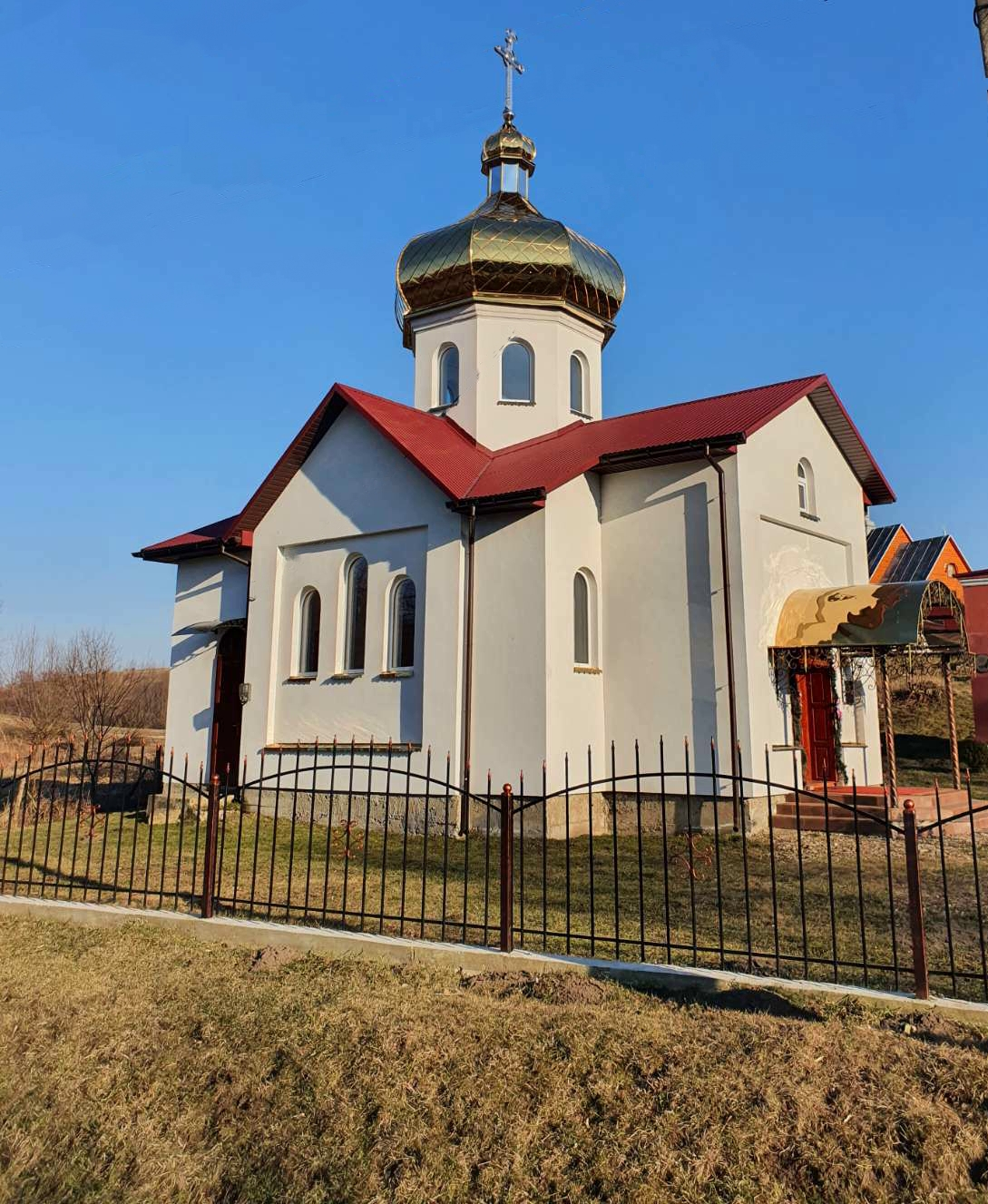
Церква Воздвиження Чесного Хреста УГКЦ, 2020 р., с. Библо

## Соціальна сфера
У селі працюють Народний дім та філія центральної районної бібліотеки.